# Antonín Kammel
Antonín Kammel, také Kamel, Kammell, Kamml, Khaml, Cammell (21. dubna 1730 Běleč (okres Kladno) – 5. října 1788 Londýn) byl český houslista a hudební skladatel.

## Život
Vystudoval piaristické gymnázium ve Slaném. Jeho hudebního nadání si povšiml hrabě Valdštejn a poslal jej studovat hudbu do Itálie. V Padově se stal žákem slavného houslisty a skladatele Giuseppe Tartiniho.
Několik let působil v Praze, později v Německu a od roku 1765 v Anglii. V letech 1768-1769 žil v Bathu, kde ho portrétoval Thomas Gainsborough. Tento portrét se objevil na veřejnosti teprve v roce 2020 a vzbudil senzaci. Kammel vystupoval také s hobojistou a skladatelem Johannem Fischerem, který byl zetěm Gainsborougha.
V roce 1774 odešel do Londýna, kde dosáhl největších úspěchů. Prosadil se nejen jako vynikající houslista, ale i jako skladatel. Hrál v Královské kapele a podílel se na koncertech pořádaných tehdy nejznámějšími koncertními pořadateli Johannem Christianem Bachem a Carl Friedrich Abelem.

## Dílo

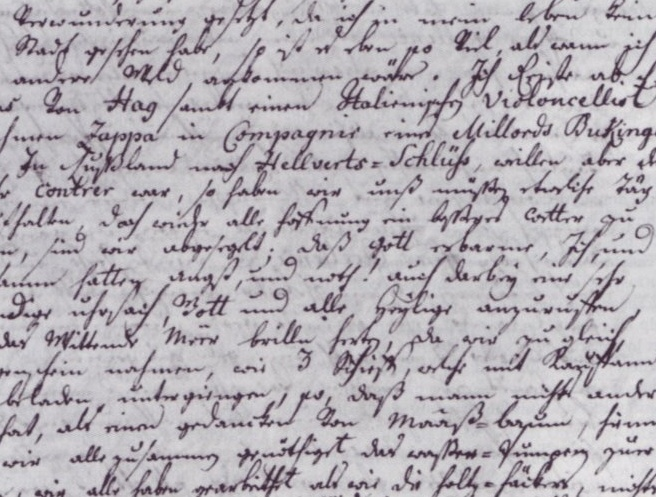
Dopis, který dne 29. března 1765 napsal v Londýně Antonín Kammel (1730-1784) Vincenci Ferreriovi hraběti z Valdštejna-Vartemberka (1731-1797). Státní oblastní archiv v Praze.

Byl velmi plodným autorem. Komponoval nejen skladby pro svůj koncertní nástroj (houslové sonáty, dua, tria, klavírní tria, smyčcové kvartety), ale i orchestrální skladby. Jeho dílo je trvalou součástí koncertních programů. Nejhranější skladbou je Smyčcový kvartet č. 2.